# Памятная Сирийско-Киликийская медаль

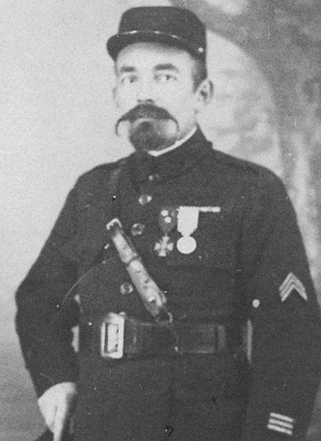
Отец Жюль Шаперон (военный капеллан), обладатель Памятной Сирийско-Киликийской медали

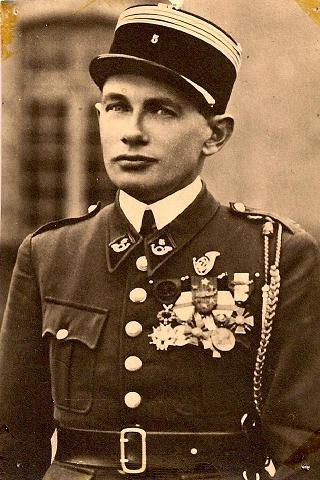
Бригадный генерал Журнуа, Жорж, обладатель Памятной Сирийско-Киликийской медали

Памятная Сирийско-Киликийская медаль (фр. Médaille commémorative de Syrie-Cilicie) — французская награда, предназначенная военнослужащим, участвовавшим в боевых действиях на Ближнем Востоке сразу после окончания Первой мировой войны. Учреждённая в 1922 году, эта медаль присуждалась участникам франко-турецкой и франко-сирийской войне, а также подавления сирийского восстания.

## Учреждение
Медаль была учреждена указом от 18 июля 1922 года после законопроекта, инициированного французским депутатом и генералом де Кастельно, бывшем также президентом Французской военной комиссии.

## Левантская медаль
Почти идентичная медаль, учреждённая правительством Виши, была выпущена во время Второй мировой войны для его войск, участвовавших в столкновениях в том же районе с 8 июня по 12 июля 1941 года. Она украшалась планкой «LEVANT 1941». Закон от 12 апреля 1944 года, принятый уже правительством Сражающейся Франции отменил эту медаль и право на её ношение.

## Критерии награждения
Медаль вручалась военнослужащим армии Леванта (и военно-морским и военно-воздушным силам союзников, действовавших у побережья Сирии и Киликии с 11 ноября 1918 года по 20 октября 1921 года); а также военнослужащим, принимавшим участие в операциях 21 июля 1925 года—30 сентября 1926 года и французскому гражданскому персоналу, выполнившему те же условия для получения награды, что и солдаты или моряки.
До 1939 года ряд указов разрешал её вручение после 30 сентября 1926 года при очень особых условия, впрочем было это осень редко. Вручённая после 1926 года медаль носилась без планок.

## Описание награды
Памятная медаль имеет круглую форму, диаметром 30 мм и отчеканена из бронзы. На аверсе рельефное изображение «Республики» в виде женского профиля в шлеме с короной из дубовых листьев. По окружности рельефная надпись «RÉPUBLIQUE FRANÇAISE» («Французская республика»).
На реверсе, представлявшим армию и флот, расположены рельефные изображения пехотной винтовки, скрещённой с якорем, под двумя боевыми знаменами и копьями, Всё это увенчано рельефной надписью «LEVANT». На некоторых вариантах на одном из знамён можно увидеть рельефную надпись "HONNEUR ET PATRIE - SYRIE-CILICIE" («Родина и честь — Сирия-Киликия") или только «HONNEUR ET PATRIE». На заднем плане изображены песчаные дюны, стена касбы и пальмы.
Медаль подвешивалась через кольцо, украшенное бронзовым лавровым венком диаметром 24 мм и полумесяцем. Белая шёлковая муаровая лента шириной 37 мм украшена синими горизонтальными полосами высотой 3 мм, расположенными на равном расстоянии друг от друга по 3 мм. 
На ленту можно носить две позолоченные планки с восточным орнаментом. Первая с надписью «LEVANT» давалась за участии в операциях с 11 ноября 1918 года по 20 октября 1921 года, а вторая, с рельефной надписью «1925-Levant-1926» — в операции против друзов. Обе застежки можно было получить в ходе службы и одновременно носить на ленте.